# Hylaeus georgicus
Hylaeus georgicus är en biart som först beskrevs av Cockerell 1898.  Hylaeus georgicus ingår i släktet citronbin, och familjen korttungebin. Inga underarter finns listade i Catalogue of Life.

## Bildgalleri

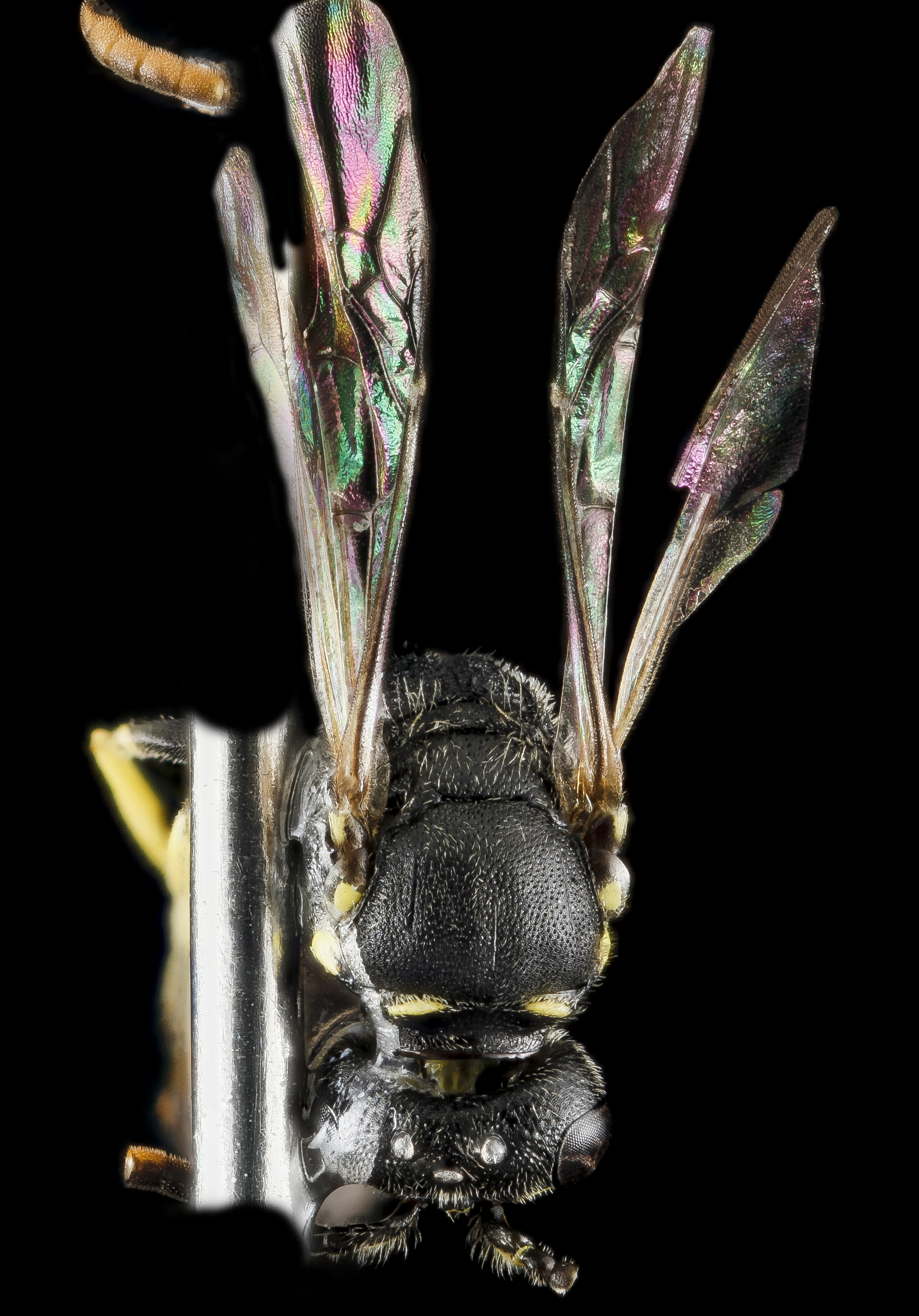
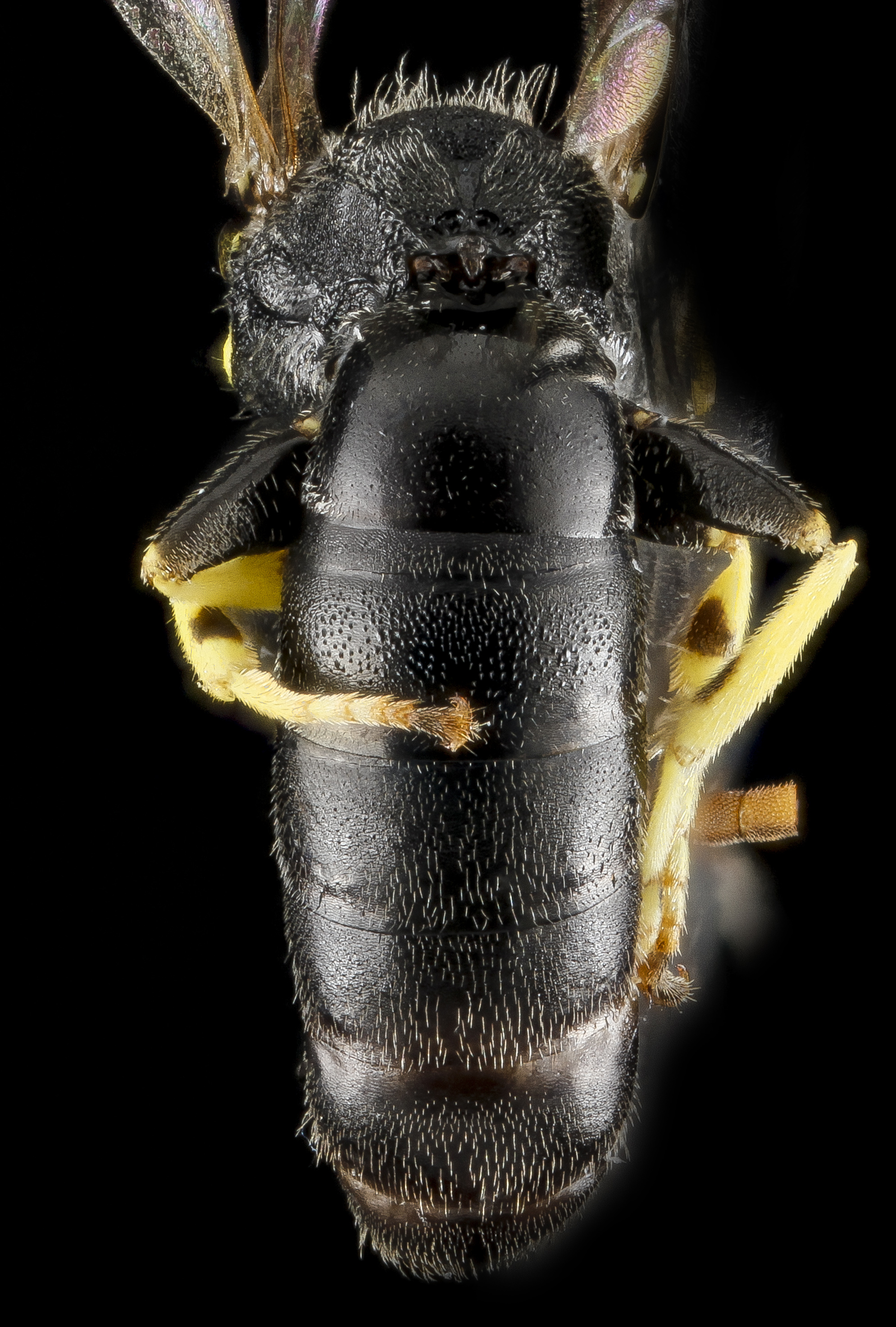
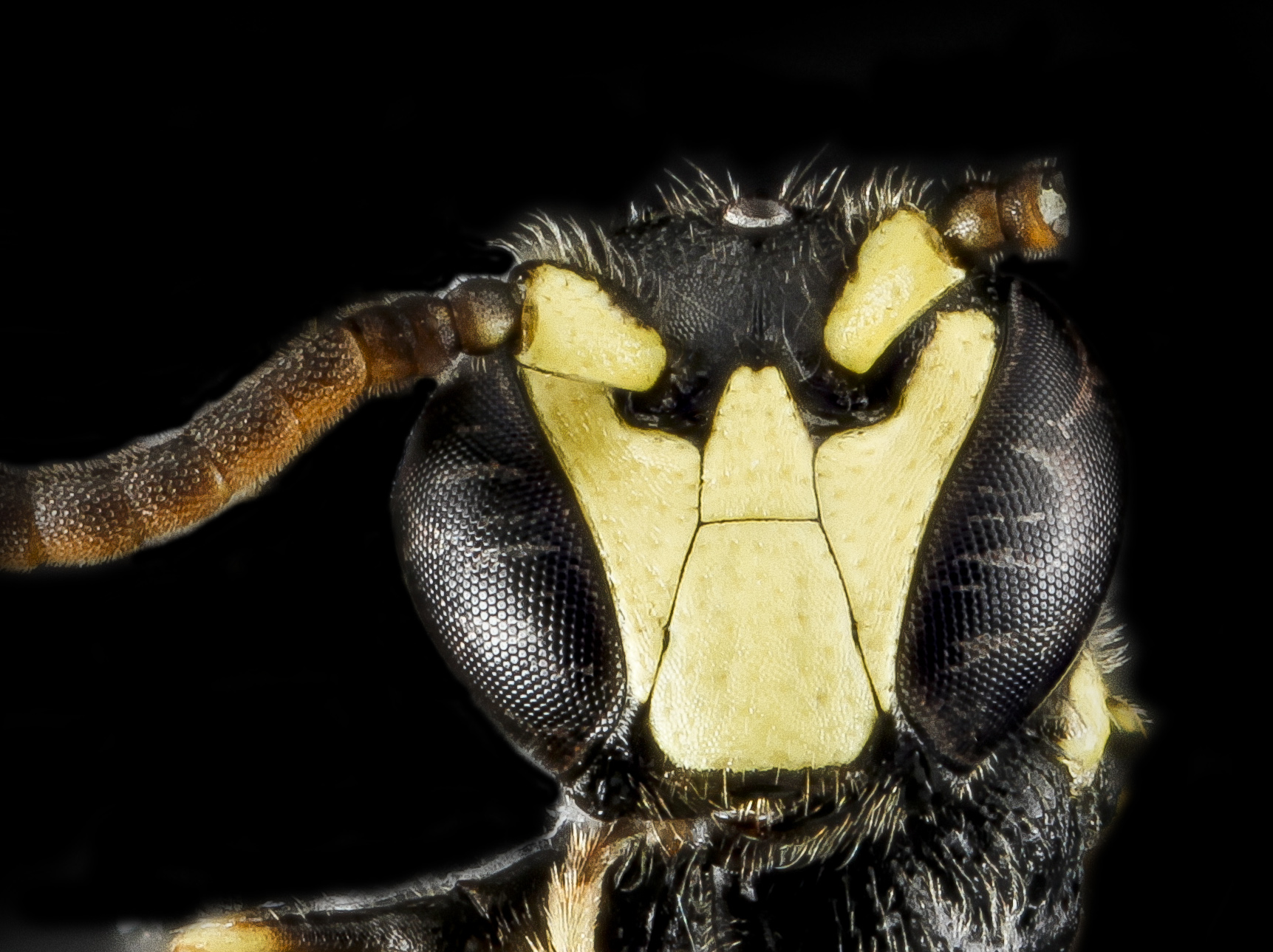
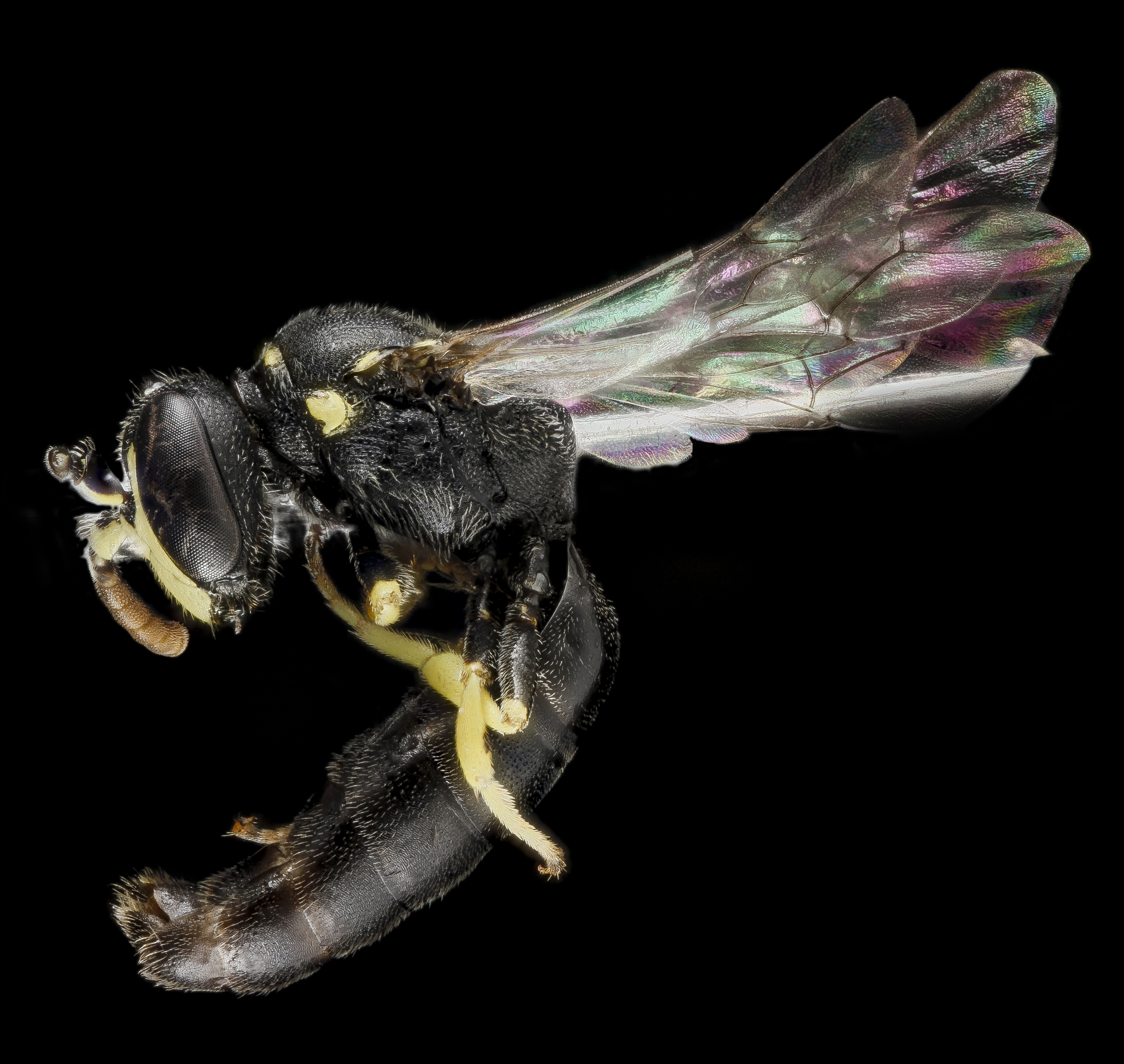